# Municipio Escuintla
Koordinaten: 15° 20′ N, 92° 38′ W
Escuintla ist ein Municipio im Süden des mexikanischen Bundesstaats Chiapas. Das Municipio hat etwa 30.000 Einwohner und eine Fläche von 418,4 km². Verwaltungssitz und größter Ort des Municipios ist das gleichnamige Escuintla.
Der Name Escuintla kommt aus dem Nahuatl und bedeutet „Platz der Hunde“.

## Geographie
Das Municipio Escuintla liegt im Süden des mexikanischen Bundesstaats Chiapas zwischen Seehöhe und 2700 m in der Region Soconusco. Es zählt zur Gänze zur physiographischen Provinz der Cordillera Centroamericana und liegt nahezu vollständig in der hydrologischen Region Costa de Chiapas, 0,05 % liegen in der hydrologischen Region Grijalva-Usumacinta. Die Geologie des Municipios wird zu 69 % von Granit bestimmt bei 10 % Alluvionen und 9 % Tonalit; vorherrschende Bodentypen sind der Acrisol (31 %), Regosol (24 %), Leptosol (18 %) und Cambisol (12 %). Etwa 47 % der Gemeindefläche sind bewaldet, 40 % werden von Weideland eingenommen, 12 % dienen dem Ackerbau.
Das Municipio Escuintla grenzt an die Gemeinden Capitán Luis Ángel Vidal, Siltepec, Motozintla, Huixtla, Villa Comaltitlán, Acapetahua und Acacoyagua.

## Bevölkerung
Beim Zensus 2010 wurden im Municipio 30.068 Menschen in 6.851 Wohneinheiten gezählt. Davon wurden 394 Personen als Sprecher einer indigenen Sprache registriert, darunter 320 Sprecher des Mam. Knapp 15 Prozent der Bevölkerung waren Analphabeten. 9.537 Einwohner wurden als Erwerbspersonen registriert, wovon 81 % Männer bzw. 3,5 % arbeitslos waren. Knapp 34 % der Bevölkerung lebten in extremer Armut.

## Orte
Das Municipio Escuintla umfasst 196 bewohnte localidades, von denen der Hauptort sowie El Triunfo vom INEGI als urban klassifiziert sind. Vier Orte wiesen beim Zensus 2020 eine Einwohnerzahl von über 1000 auf, 142 Orte hatten weniger als 100 Einwohner. Die größten Orte sind:
| Ort                 | 2010  | 02020  |
| Escuintla           | 9.570 | 10.624 |
| El Triunfo          | 2.719 | 02.418 |
| San Felipe Tizapa00 | 1.087 | 01.264 |
| La Independencia    | 0957  | 01.019 |
| Cintalapa           | 0.895 | 00.868 |
| Unión Jamaica       | 0.758 | 00.786 |
| Rincón Veracruz     |       | 00.753 |